# 福島県道165号夜ノ森停車場線
福島県道165号夜ノ森停車場線（ふくしまけんどう165ごう よのもりていしゃじょうせん）は、福島県双葉郡富岡町内にある一般県道である。

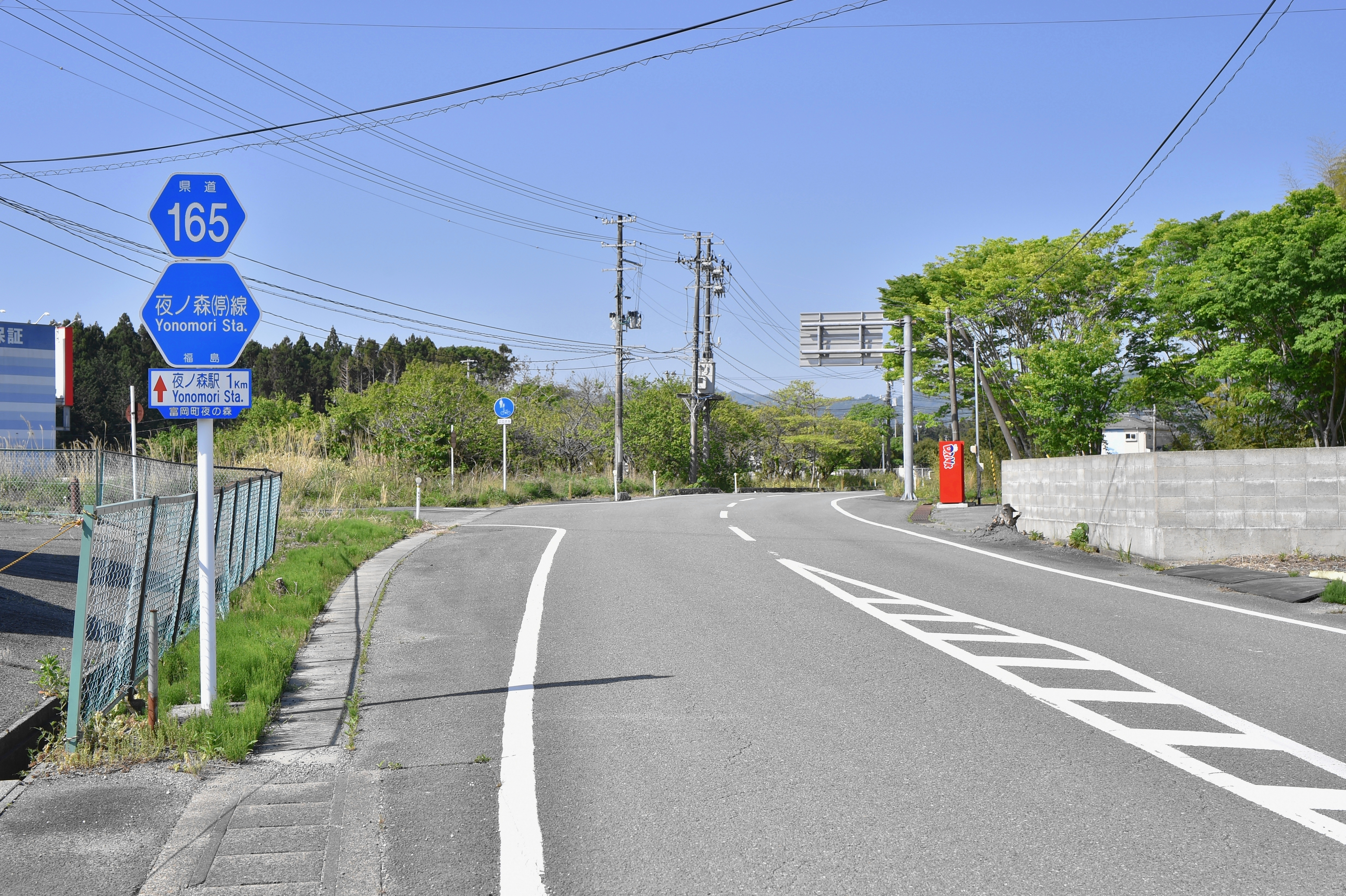
福島県道165号夜ノ森停車場線
富岡町大字本岡（2024年5月）

## 概要
- 起点：福島県双葉郡富岡町本岡字新夜ノ森（JR常磐線 夜ノ森駅前）
- 終点：福島県双葉郡富岡町本岡字新夜ノ森
- 総延長：1.583 km[1]
  - 実延長：総延長に同じ
- 路線認定年月日：1959年8月31日[2]

## 通過する自治体
- 福島県
  - 双葉郡富岡町

## 接続・交差する道路
- 国道6号・福島県道251号小良ヶ浜野上線（本岡字新夜ノ森〈新夜ノ森交差点〉終点）

## 沿線
- JR常磐線 夜ノ森駅
- 夜ノ森郵便局